# Каба Лумасе
Каба Лумасе (фр. Cabas-Loumassès) насеље је и општина у јужној Француској у региону Миди Пирене, у департману Жерс која припада префектури Миранд.
По подацима из 2011. године у општини је живело 52 становника, а густина насељености је износила 12,65 становника/km². Општина се простире на површини од 4,11 km². Налази се на средњој надморској висини од 304 m (максималној 312 m, а минималној 245 m).

## Демографија
| 1962. | 1968. | 1975. | 1982. | 1990. | 1999. | 2011. |
| ----- | ----- | ----- | ----- | ----- | ----- | ----- |
| 83    | 90    | 83    | 72    | 56    | 50    | 52    |

График промене броја становника у току последњих година